# Campeonato de España de clubes de atletismo
El Campeonato de España de clubes, también conocido como Liga de clubes, es la máxima competición de atletismo a nivel de clubes de España.
La liga de clubes está compuesta por tres divisiones, tanto en categoría masculina como femenina. La máxima categoría (División de Honor) la forman 16 clubes, tanto en hombres como en mujeres, al igual que la segunda categoría (Primera División). Mientras que la tercera categoría es disputada por ocho clubes.

## Modalidades

### Aire libre

#### Formato de Competición
El formato de competición es el siguiente. En División de Honor y Primera División, se disputa una primera jornada, donde se forman cuatro grupos de cuatro equipos. Todos los equipos compiten con dos atletas por prueba, en las siguientes disciplinas:
100
200
400
800
1500
3000
3000 Obstáculos
5000
5000 Marcha
110 Metros Vallas
400 Metros Vallas
Salto de Longitud
Triple Salto
Salto de Altura
Salto con Pértiga
Lanzamiento de Peso
Lanzamiento de Disco
Lanzamiento de Martillo
Lanzamiento de Jabalina
4x100
4x400
La posición final de cada atleta en cada prueba otorga puntos a su equipo de la siguiente manera, 8 puntos al primer clasificado, 7 al segundo, 6 al tercero... sucesivamente hasta el octavo clasificado que recibe 1 punto, excepto en los relevos, donde se otorgan 8 puntos al primer clasificado, 6 al segundo, 4 al tercero y 2 al cuarto. Si un atleta no acaba su prueba, ya sea por abandono o por descalificación, no puntuará.
Al término de la jornada, los dos primeros equipos clasificados en cada grupo, avanzan a luchar por el título de liga (o por el ascenso si se trata de Primera División) y tercero y cuarto pelean por eludir el descenso en la segunda jornada.
Así pues, en la segunda jornada volvemos a tener cuatro grupos de cuatro equipos, pero ahora dos de los grupos luchan por el título o por el ascenso y los otros dos, por no descender. El procedimiento es el mismo que en la primera jornada.
Finalmente tenemos una tercera jornada donde habrá un grupo con cuatro equipos pugnando por el título de campeón de liga o por las dos plazas de ascenso a División de Honor y por otra parte tendremos otro grupo con cuatro equipos peleando por eludir las dos últimas plazas, para así, salvar la categoría.
En Segunda División el sistema de competición es distinto. Todos los clubes con licencia nacional por la Real Federación Española de Atletismo, que no estén ni en División de Honor ni en Primera División pueden optar a participar en Segunda División. Para ello han de enviar a la Federación, antes de una fecha tope marcada por esta, unos estadillos, con la mejor marca realizada por atletas propios en cada prueba. Cada marca equivaldrá a una puntuación y la suma de las puntuaciones en todas las pruebas establece la puntuación final.
Por último los ocho clubes con mejor puntuación clasifican para disputar a una sola jornada, la fase de ascenso a Primera División, donde compiten inscribiendo un atleta por prueba.

## Historial
Para los diferentes campeonatos de promesas, junior, juveniles y cadetes, véase su edición correspondiente.
La primera edición oficial se disputó en 1958 y se proclamó campeón el C. F. Barcelona. Desde entonces, la competición se ha celebrado ininterrumpidamente todos los años.
En mujeres, el primer campeón At. S. Sebastián, en 1966. También en categoría femenina, la liga de clubes se ha disputado ininterrumpidamente cada año, desde 1966 hasta nuestros días.
| Edición | Año  | Cross                     | Cross                      | Short Track                | Short Track                | Aire libre                | Aire libre                 |
| Edición | Año  | Hombres                   | Mujeres                    | Hombres                    | Mujeres                    | Hombres                   | Mujeres                    |
| ------- | ---- | ------------------------- | -------------------------- | -------------------------- | -------------------------- | ------------------------- | -------------------------- |
| I       | 1958 | -                         | -                          | -                          | -                          | C. F. Barcelona           | -                          |
| II      | 1959 | -                         | -                          | -                          | -                          | Real Madrid C. F.         | -                          |
| III     | 1960 | -                         | -                          | -                          | -                          | Real Madrid C. F.         | -                          |
| IV      | 1961 | -                         | -                          | -                          | -                          | Real Madrid C. F.         | -                          |
| V       | 1962 | -                         | -                          | -                          | -                          | Real Madrid C. F.         | -                          |
| VI      | 1963 | -                         | -                          | -                          | -                          | C. F. Barcelona           | -                          |
| VII     | 1964 | -                         | -                          | -                          | -                          | C. F. Barcelona           | -                          |
| VIII    | 1965 | -                         | -                          | -                          | -                          | C. F. Barcelona           | -                          |
| IX      | 1966 | F. C. Barcelona           | -                          | -                          | -                          | E.M. VIII Región          | At. S. Sebastián           |
| X       | 1967 | R.C.D Español             | -                          | -                          | -                          | Real Sociedad de Fútbol   | At. S. Sebastián           |
| XI      | 1968 | R.C. Celta                | -                          | -                          | -                          | C. N. Barcelona           | At. S. Sebastián           |
| XII     | 1969 | R.C. Celta                | -                          | -                          | -                          | Ministerio Ejército       | U.D. Salamanca             |
| XIII    | 1970 | R.C. Celta                | -                          | -                          | -                          | C. F. Barcelona           | At. S. Sebastián           |
| XIV     | 1971 | R.C. Celta                | -                          | -                          | -                          | C. D. Vallehermoso        | At. S. Sebastián           |
| XV      | 1972 | Real Madrid C. F.         | -                          | -                          | -                          | C. D. Vallehermoso        | At. S. Sebastián           |
| XVI     | 1973 | Real Madrid C. F.         | S.D. Anoeta                | -                          | -                          | F. C. Barcelona           | C. D. Vallehermoso         |
| XVII    | 1974 | E.D. Palencia             | S.D. Anoeta                | -                          | -                          | F. C. Barcelona           | C. D. Vallehermoso         |
| XVIII   | 1975 | E.D. Palencia             | C.Natación                 | -                          | -                          | F. C. Barcelona           | C. Gimnástico              |
| XIX     | 1976 | E.D. Palencia             | J.A. Sabadell              | -                          | -                          | C. D. Vallehermoso        | C. Gimnástico              |
| XX      | 1977 | E.D. Palencia             | J.A. Sabadell              | -                          | -                          | C. D. Vallehermoso        | C. Gimnástico              |
| XXI     | 1978 | E.D. Palencia             | J.A. Sabadell              | -                          | -                          | F. C. Barcelona           | At. S. Sebastián           |
| XXII    | 1979 | E.D. Palencia             | Medina BIM                 | -                          | -                          | C. D. Pepsi-Vallehermoso  | C.U.M.                     |
| XXIII   | 1980 | C.P. Asland               | Valladolid BIM             | -                          | -                          | C. D. Vallehermoso        | Amira-C.U.M. *             |
| XXIV    | 1981 | F. C. Barcelona           | Amira *                    | -                          | -                          | F. C. Barcelona           | Amira *                    |
| XXV     | 1982 | F. C. Barcelona           | Amira *                    | F. C. Barcelona            | Amira *                    | F. C. Barcelona           | Amira *                    |
| XXVI    | 1983 | MAM Producción            | Amira *                    | F. C. Barcelona            | Amira *                    | F. C. Barcelona           | Amira *                    |
| XXVII   | 1984 | MAM Producción            | Amira *                    | F. C. Barcelona            | C.G. Barcelona             | F. C. Barcelona           | Amira *                    |
| XXVIII  | 1985 | Galgo MAM                 | SAM-Cantabria              | F. C. Barcelona            | C.N. Barcelona             | F. C. Barcelona           | Tintoretto *               |
| XXIX    | 1986 | Galgo                     | A.D. Marathon              | F. C. Barcelona            | C.N. Barcelona             | F. C. Barcelona           | Tintoretto *               |
| XXX     | 1987 | DYC-At.Unión              | Xerox-J.A. Sabadell        | UDS Cajasalamanca          | Tintoretto *               | Larios-A.A.M.             | Tintoretto *               |
| XXXI    | 1988 | DYC-At.Unión              | Silos-J.A. Sabadell        | Larios-A.A.M.              | Tintoretto *               | Larios-A.A.M.             | Kelme *                    |
| XXXII   | 1989 | DYC-At.Unión              | Kelme *                    | Larios-A.A.M.              | Kelme *                    | Larios-A.A.M.             | Kelme *                    |
| XXXIII  | 1990 | Reebok-Toosal             | Kelme *                    | Larios-A.A.M.              | Kelme *                    | Larios-A.A.M.             | Kelme *                    |
| XXXIV   | 1991 | Reebok-Toosal             | Kelme *                    | F. C. Barcelona            | Kelme *                    | Larios-A.A.M.             | Kelme *                    |
| XXXV    | 1992 | Reebok-Toosal             | Nike A.C.                  | F. C. Barcelona            | Pamplona At.               | Larios-A.A.M.             | Blanco y Negro             |
| XXXVI   | 1993 | Reebok-R.T.               | N.Bal.S.M. Oya             | Larios-A.A.M.              | Valencia C. F. **          | Larios-A.A.M.             | Valencia C. F. **          |
| XXXVII  | 1994 | Reebok-R.C.               | New Balance A.C.           | Larios-A.A.M.              | Valencia C. F. **          | Larios-A.A.M.             | Valencia C. F. **          |
| XXXVIII | 1995 | New Balance A.C.          | New Balance A.C.           | Larios-A.A.M.              | Valencia C. A.             | Larios-A.A.M.             | Valencia C. A.             |
| XXXIX   | 1996 | New Balance A.C.          | New Balance A.C.           | Larios-A.A.M.              | Valencia C. A.-Karhu       | Larios-A.A.M.             | Valencia C. A.-Karhu       |
| XL      | 1997 | Diadora S.S.              | New Balance A.C.           | Larios-A.A.M.              | Valencia C. A.-Karhu       | Larios-A.A.M.             | Valencia C. A.-Karhu       |
| XLI     | 1998 | Adidas R.T.               | Uni. de Salamanca          | Larios-A.A.M.              | ADU Salamanca              | Larios-A.A.M.             | C. A. Valencia Terra i Mar |
| XLII    | 1999 | Adidas R.T.               | Milla Int. Madrid Adidas   | C. A. Valencia Terra i Mar | C. A. Valencia Terra i Mar | Club Airtel A.A.M.        | C. A. Valencia Terra i Mar |
| XLIII   | 2000 | Fila Domingo Catalán      | Adidas R.T.                | Club Airtel A.A.M.         | C. A. Valencia Terra i Mar | Club Airtel A.A.M.        | C. A. Valencia Terra i Mar |
| XLIV    | 2001 | Adidas                    | A.D. Univ. Salamanca       | Club Airtel A.A.M.         | C. A. Valencia Terra i Mar | Puma Chapín Jerez 2002    | C. A. Valencia Terra i Mar |
| XLV     | 2002 | Adidas                    | A.D. Univ. Salamanca       | Puma Chapín Jerez 2002     | C. A. Valencia Terra i Mar | Puma Chapín Jerez 2002    | C. A. Valencia Terra i Mar |
| XLVI    | 2003 | C.A. Adidas               | C. A. Valencia Terra i Mar | Puma Chapín Jerez          | C. A. Valencia Terra i Mar | Puma Chapín Jerez         | C. A. Valencia Terra i Mar |
| XLVII   | 2004 | C.A. Adidas               | C. A. Valencia Terra i Mar | Puma Chapín Jerez          | C. A. Valencia Terra i Mar | Puma Chapín Jerez         | C. A. Valencia Terra i Mar |
| XLVIII  | 2005 | C.A. Adidas               | F. C. Barcelona            | F. C. Barcelona            | C. A. Valencia Terra i Mar | Puma Chapín Jerez         | C. A. Valencia Terra i Mar |
| XLIX    | 2006 | C.A. Adidas               | C. A. Valencia Terra i Mar | Puma Chapín Jerez          | C. A. Valencia Terra i Mar | Puma Chapín Jerez         | C. A. Valencia Terra i Mar |
| L       | 2007 | C.A. Adidas               | C. A. Valencia Terra i Mar | F. C. Barcelona            | C. A. Valencia Terra i Mar | Puma Chapín Jerez         | C. A. Valencia Terra i Mar |
| LI      | 2008 | C.A. Adidas               | C. A. Valencia Terra i Mar | F. C. Barcelona            | C. A. Valencia Terra i Mar | Puma Chapín Jerez         | C. A. Valencia Terra i Mar |
| LII     | 2009 | Bikila Toledo             | F. C. Barcelona            | C. A. Playas de Castellón  | C. A. Valencia Terra i Mar | C. A. Playas de Castellón | C. A. Valencia Terra i Mar |
| LIII    | 2010 | Bikila                    | F. C. Barcelona            | F. C. Barcelona            | C. A. Valencia Terra i Mar | C. A. Playas de Castellón | C. A. Valencia Terra i Mar |
| LIV     | 2011 | Guadalajara               | F. C. Barcelona            | F. C. Barcelona            | C. A. Valencia Terra i Mar | C. A. Playas de Castellón | C. A. Valencia Terra i Mar |
| LV      | 2012 | Otsu-Colibrí Guadalaj.    | Atletismo Santutxu         | C. A. Playas de Castellón  | C. A. Valencia Terra i Mar | C. A. Playas de Castellón | C. A. Valencia Terra i Mar |
| LVI     | 2013 | Atletismo Bikila          | Atletismo Santutxu         | C. A. Playas de Castellón  | C. A. Valencia Terra i Mar | C. A. Playas de Castellón | C. A. Valencia Terra i Mar |
| LVII    | 2014 | Atletismo Bikila          | Atletismo Santutxu         | F. C. Barcelona            | C. A. Valencia Terra i Mar | C. A. Playas de Castellón | C. A. Valencia Terra i Mar |
| LVIII   | 2015 | A.D. Marathon             | Bilbao Atletismo           | F. C. Barcelona            | C. A. Valencia Terra i Mar | C. A. Playas de Castellón | C. A. Valencia Terra i Mar |
| LIX     | 2016 | Bikila Atletismo          | Bilbao Atletismo           | C. A. Playas de Castellón  | C. A. Valencia Terra i Mar | C. A. Playas de Castellón | Valencia Club de Atletismo |
| LX      | 2017 | Atletismo Bikila          | Bilbao Atletismo           | F. C. Barcelona            | F. C. Barcelona            | C. A. Playas de Castellón | Valencia Esports           |
| LXI     | 2018 | Clínica Menorca CAUG      | Bilbao Atletismo           | F. C. Barcelona            | Valencia Esports           | C. A. Playas de Castellón | Valencia Esports           |
| LXII    | 2019 | Bikila Atletismo          | F. C. Barcelona            | F. C. Barcelona            | Valencia Esports           | C. A. Playas de Castellón | C. A. Playas de Castellón  |
| LXIII   | 2020 | C. A. Playas de Castellón | Bilbao Atletismo           | C. A. Playas de Castellón  | C. A. Playas de Castellón  | C. A. Playas de Castellón | C. A. Playas de Castellón  |
| LXIV    | 2021 | C. A. Playas de Castellón | F. C. Barcelona            | F. C. Barcelona            | C. A. Playas de Castellón  | C. A. Playas de Castellón | F. C. Barcelona            |
| LXV     | 2022 | C.A. Carnicas Serrano     | C.A. Adidas                | F. C. Barcelona            | Valencia Club de Atletismo | C. A. Playas de Castellón | Valencia Club de Atletismo |
| LXVI    | 2023 | C. A. Playas de Castellón | C. A. Playas de Castellón  | F. C. Barcelona            | Valencia Club de Atletismo | C. A. Playas de Castellón | Valencia Club de Atletismo |
| LXVII   | 2024 | C. A. Playas de Castellón | Bilbao Atletismo           | C. A. Playas de Castellón  | C. A. Playas de Castellón  | C. A. Playas de Castellón | C. A. Playas de Castellón  |
| LXVIII  | 2025 | -                         | -                          | C. A. Playas de Castellón  | Valencia Club de Atletismo | -                         | -                          |

Nota *: Distintas denominaciones con las que ha competido el Club Universitario de Madrid (C.U.M.).
Nota **: Sección de atletismo del Valencia Club de Fútbol, precursora del Valencia Club de Atletismo..